# И да обичаш кучета
„И да обичаш кучета“ (на английски: Must Love Dogs) е американска романтична комедия от 2005 г., базирана на едноименния роман от 2002 г., написан от Клеър Кук. Това е вторият филм, който е режисиран и написан от Гари Дейвид Голдбърг и е продуциран с бюджет от 30 млн. щатски долара.
Продукцията започва на 12 октомври 2004 г., а премиерата на филма е на 29 юли 2005 г. Филмът е издаден на VHS и DVD на 20 декември 2005 г.

## Актьорски състав
| Актьор           | Роля           |
| ---------------- | -------------- |
| Даян Лейн        | Сара Нолан     |
| Джон Кюсак       | Джейк Андерсън |
| Елизабет Пъркинс | Карол Нолан    |
| Брад Уилям Хенке | Лео            |
| Стокард Чанинг   | Доли           |
| Кристофър Плъмър | Бил Нолан      |
| Колин Игълсфийлд | Дейвид         |
| Али Хилис        | Кристин Нолан  |
| Дърмът Мълроуни  | Боб Конър      |
| Виктор Уебстър   | Ерик           |
| Бен Шенкман      | Чарли          |
| Джули Гонсало    | Джун           |
| Джордана Спиро   | Шери           |
| Глен Хауъртън    | Майкъл         |
| Майкъл Спаунд    | Марк           |

## В България
В България филмът е издаден на DVD от 27 февруари 2006 г. от „Съни Филмс“.
На 5 декември 2009 г. е излъчен за първи път по PRO.BG.
Български дублаж
| Обработка           | Имидж Продъкшън (2009)                                                       |
| ------------------- | ---------------------------------------------------------------------------- |
| Озвучаващи артисти  | Мариана Лечева Гергана Стоянова Петър Върбанов Живко Джуранов Тодор Георгиев |
| Преводач            | Яна Танева                                                                   |
| Тонрежисьор         | Тони Петров                                                                  |
| Режисьор на дублажа | Ивайло Чилингирян                                                            |